# سارة بالارد
سارة بالارد (بالإنجليزية: Sarah Ballard)‏ هي عالمة فلك أمريكية، ولدت في 1984.

## وصلات خارجية
- الموقع الرسمي